# 埃爾·布盧姆諾爾
埃爾·布盧姆諾爾（英語：Earl Blumenauer；1948年8月16日—）是美國的一位政治人物。自1996年開始，他是俄勒岡州第3選舉區選出的美國眾議院議員。他的黨籍是民主黨。他在1996年首次當選眾議院議員。

## 外部連結
- 官方网站
- 埃爾·布盧姆諾爾的X（前Twitter）
- C-SPAN內的頁面（英文）